# 元朗（西）巴士總站

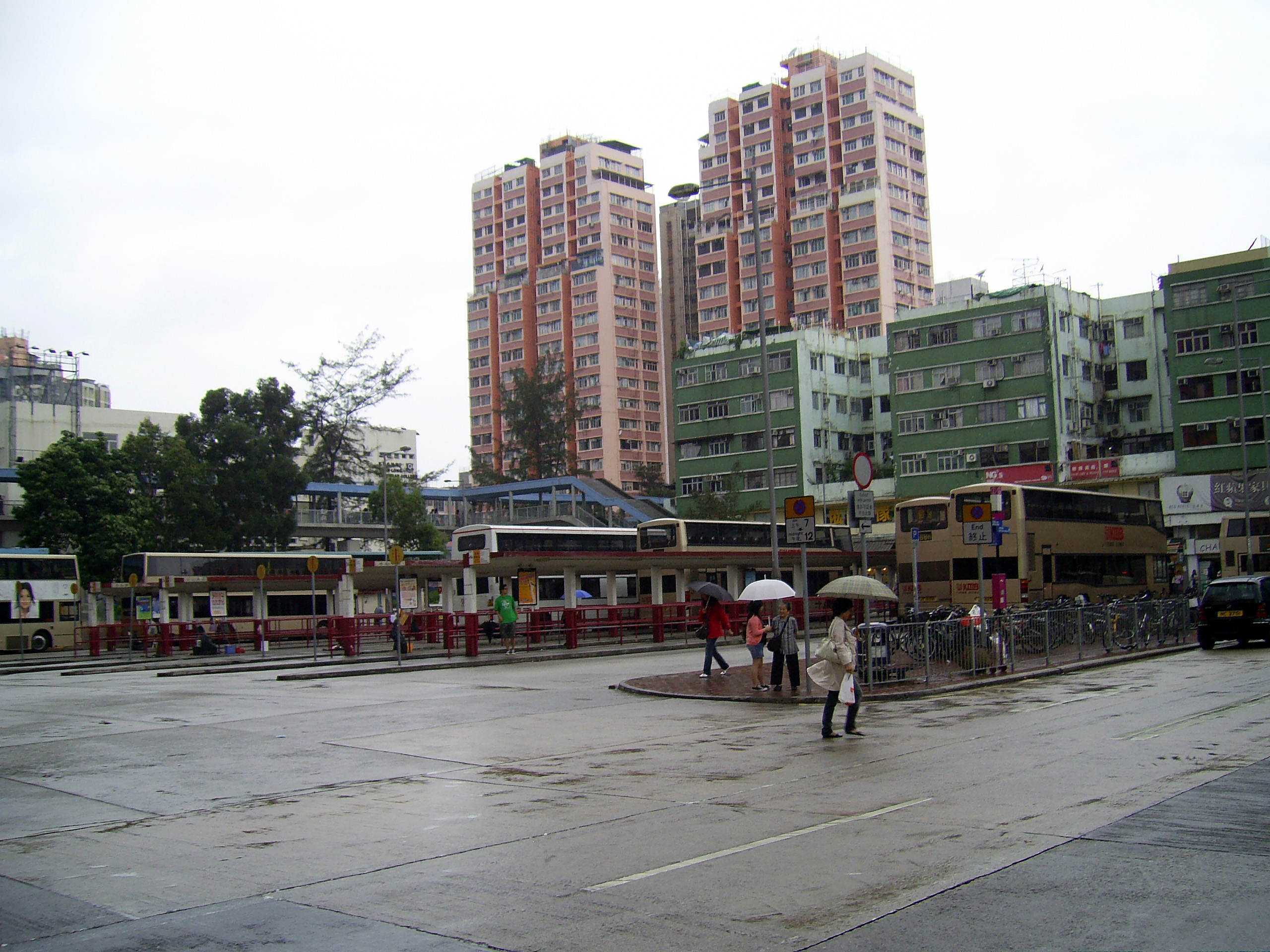
元朗（西）巴士總站背面

元朗（西）巴士總站（英文：Yuen Long (West) Bus Terminus）是位於香港新界元朗區安達坊的巴士總站，旁邊為元朗廣場，原址為填平山背河支流橫洲河的土地。現時有9條巴士路線以此為總站，亦有11條小巴路線途經此站。
雖然港鐵巴士K73綫以「元朗西」為循環點，但實際上並非停靠此站，而是在附近的輕鐵豐年路站和元朗安寧路停站（2015年12月13日前）。於2016年10月30日，此路線取消循環運作，並以此站為終點站。

## 總站路線資料（巴士）

### 九龍巴士54線
- 元朗（西） ↺ 上村

提供元朗往來錦田及八鄉巴士服務，途經港鐵錦上路站，2012年3月31日由雙邊總站改為循環綫。

### 九龍巴士64K線
- 大埔墟站 ↔ 元朗（西）
- 未找到該路綫的special1資料，請複查Module:香港巴士/klnt。

於1983年4月7日配合九廣鐵路（英段）電氣化而投入服務，取代原有64綫，途經元朗市中心、港鐵元朗站、博愛醫院、凹頭、錦田、港鐵錦上路站、八鄉錦上路、林錦公路（嘉道理農場、林村）、大埔花園、港鐵太和站、大埔中心及大埔墟。

### 九龍巴士68M線
- 荃灣站 ↔ 元朗（西）

於1982年10月18日投入服務，途經屯門公路、大欖隧道、港鐵元朗站及元朗市中心。

### 九龍巴士68X線（特別班次）
- 元朗（西） → 旺角（柏景灣）

### 九龍巴士77K線（上課日特別班次）
- 上水 → 元朗（西）

此特別班次於2013年9月2日投入服務，途經蕉徑、八鄉、港鐵錦上路站、錦田、凹頭及博愛醫院，只於上課日上午繁忙時間開出一班（0700）。

### 過海隧道巴士968、968A線
- 968:元朗（西） ↔ 銅鑼灣（天后）

於1997年10月19日投入服務，途經元朗市中心、港鐵元朗站、大欖隧道、長青隧道、西九龍公路、西區海底隧道、西營盤、上環、中環、金鐘及灣仔。
- 968A:元朗（西） → 銅鑼灣（天后）

### 過海隧道巴士P968線
- 元朗（西） ↔ 銅鑼灣（天后）

### 過海隧道巴士N368線
- 元朗（西） ↔ 中環（港澳碼頭）

於2008年9月13日投入服務，取代原有N968線，途經元朗市中心、港鐵元朗站、凹頭、大欖隧道、屯門公路、荃灣路、港鐵美孚站、西九龍走廊、海底隧道、港鐵天后站、銅鑼灣、灣仔、金鐘、中環及上環，只於深宵時段提供服務。

### 過海隧道巴士168R線
- 會展站 → 元朗（西）（只限特別日子服務）

### 九龍巴士B9A線
- 元朗（西） ↔ 香園圍口岸（蓮塘）

於2024年5月4日開辦，途經元朗大馬路、元朗形點、新田公路、粉嶺公路及香園圍公路的服務，只於星期六、日及公眾假期提供服務。

### 港鐵巴士K73綫
- 天恆 ⇄ 元朗（西）

於2004年4月18日投入服務，取代原有A70及A74線，途經天富苑、天晴邨、嘉湖山莊（美湖居、麗湖居、景湖居）、天水圍游泳池（只限回程）、天慈邨、朗屏邨及元朗廣場。2015年12月13日起，K73改停本站，不停元朗廣場。

## 途經路線資料（巴士）

### 過海隧道巴士968X線
- 元朗（德業街） ↔ 鰂魚涌（英皇道）

於2012年8月6日上午去程班次投入服務，2013年5月20日增設以此為總站的下午回程班次，2014年9月15日上午去程班次由媽橫路（山水樓）縮短至由此開出，2019年10月21日起延長元朗(德業街)，此站改為中途站。途經朗屏邨、元朗市中心、港鐵元朗站、大欖隧道、長青隧道、西九龍公路、西區海底隧道、林士街天橋、中環灣仔繞道、東區走廊及北角，只限於下午班次往元朗方向時途經此站。

## 途經路線資料（專線小巴）

### 新界區專線小巴31A線
- 唐人新村 → 元朗廣場

### 新界區專線小巴36線
- 元朗（福德街） ↔ 大生圍

### 新界區專線小巴37線
- 元朗（福德街） ↔ 牛潭尾中

### 新界區專線小巴38線
- 元朗（福德街） ↔  牛潭尾西

### 新界區專線小巴71線
- 元朗（泰衡街） ↔ 石湖塘（河背）

### 新界區專線小巴72線
- 元朗（泰衡街） ↔ 雷公田

### 新界區專線小巴73線
- 朗屏站 ↔ 崇山新村

提供崇山新村、塘頭埔村、蝶翠峰往來元朗市中心的穿梭專線小巴服務，並在朗屏站接駁港鐵西鐵綫，於1986年8月起投入服務。

### 新界區專線小巴75線
- 元朗（福德街） ↔ 落馬洲站

### 新界區專線小巴76線
- 元朗（福德街） ↔ 小磡村

### 新界區專線小巴79S線
- 天水圍市中心 ↔ 落馬洲管制站

## 過往路線
已取消
- 九鐵巴士56線
- 九鐵巴士61線
- 九鐵巴士A58線 (第一代)
- 九鐵巴士A70線
- 九鐵巴士A70P線 (第一代)
- 九鐵巴士A74線
- 九龍巴士64P線 (第一代)
- 九龍巴士277線
- 過海隧道巴士368線
- 過海隧道巴士N968線

已遷出
- 九龍巴士64X線 (總站遷往洪水橋（洪元路）巴士總站)
- 九龍巴士76K線 (總站遷往朗屏邨巴士總站)
- 九龍巴士77K線 (總站遷往元朗（鳳翔路）巴士總站)
- 九龍巴士254R線（總站遷往形點公共運輸交匯處）
- 九龍巴士264R線(總站遷往天耀巴士總站)
- 過海隧道巴士968X線 (總站遷往元朗（德業街）巴士總站，只限往元朗（德業街）方向途經此總站。)

## 外部連結
- 九巴 （页面存档备份，存于）